# Будьте моєю дружиною
«Будьте моєю дружиною» (англ. Be My Wife) — американська короткометражна кінокомедія режисера Хела Роуча 1919 року.

## У ролях
- Гарольд Ллойд
- Снуб Поллард
- Бібі Данієлс
- Семмі Брукс
- Бад Джеймісон
- Ді Лемптон
- Марія Москвіні
- Фред С. Ньюмейер
- Чарльз Стівенсон